# دهستان دهچال
دهستان دهچال یکی از دهستان‌های استان مرکزی است که در بخش مرکزی شهرستان خنداب واقع شده است. زبان مردم این مناطق لری می باشد.
روستاهای تابع آن عبارتند از: ابراهیم آباد، امامزاده دهچال، پیازآباد، چخماق تپه، چیزان، حسین آباد موقوفه، خلوزین، ده چال، سیران، علی آباد، فوران، گرماب، مجیدآباد، وزوانق